# Bäst i Test Produkter
Bäst i Test Produkter (antes Hemfakta) es un sitio web sueco orientado al consumidor que ofrece reseñas detalladas de productos y guías de compra. Se especializa en analizar y comparar una amplia variedad de productos, atendiendo a los consumidores suecos que buscan recomendaciones fiables antes de tomar decisiones de compra. El sitio web es reconocido por su enfoque imparcial y su diseño fácil de usar.

## Visión general
Bäst i Test Produkter se fundó para dar respuesta a la creciente demanda de opiniones imparciales sobre productos en Suecia. La plataforma revisa productos de categorías como electrodomésticos, electrónica, artículos de exterior, utensilios de cocina y productos de cuidado personal. Su objetivo es ayudar a los usuarios a navegar por el competitivo panorama del mercado presentando guías detalladas y fáciles de entender.
El sitio web actualiza con frecuencia sus clasificaciones de productos, reflejando las últimas innovaciones y tendencias del mercado.